# Список епископов Белорусской православной церкви
Архиереи размещаются по старшинству. В скобках указывается дата епископской хиротонии (посвящения).

## Правящие архиереи
На 21 апреля 2024 года Белорусский экзархат Московского патриархата насчитывает 17 архиереев. Это 14 правящих, 2 викарных архиерея и 1 архиерей на покое.

### Патриарший экзарх
1. Вениамин (Тупеко), митрополит Минский и Заславский, Патриарший Экзарх всея Беларуси, постоянный член Священного Синода РПЦ (2010)

### Архиепископы
1. Димитрий (Дроздов), архиепископ Витебский и Оршанский (1989)
2. Гурий (Апалько), архиепископ Новогрудский и Слонимский (1996)
3. Софроний (Ющук), архиепископ Могилёвский и Мстиславский (2001)
4. Иоанн (Хома), архиепископ Брестский и Кобринский (2002)
5. Стефан (Нещерет), архиепископ Гомельский и Жлобинский (2005)
6. Антоний (Доронин), архиепископ Гродненский и Волковысский (2015)

### Епископы
1. Серафим (Белоножко), епископ Бобруйский и Быховский (2007)
2. Леонид (Филь), епископ Туровский и Мозырский (2008)
3. Павел (Тимофеенков), епископ Молодечненский и Столбцовский (2014)
4. Порфирий (Преднюк), епископ Лидский и Сморгонский (2015)
5. Игнатий (Лукович), епископ Полоцкий и Глубокский (2018)
6. Амвросий (Шевцов), епископ Борисовский и Марьиногорский (2019)
7. Георгий (Войтович), епископ Пинский и Лунинецкий (2022)

### Викарные епископы
1. Евсевий (Тюхлов), епископ Друцкий, викарий Витебской епархии (2022)
2. Авксентий (Абражей) епископ Несвижский, викарий патриаршего экзарха всея Беларуси (2024)

## Переведённые архиереи
Указаны архиереи со времени создания БПЦ, то есть с января 1990 года. Указывается последний титул, в скобках — годы архиерейского служения.
1. Валентин (Мищук), архиепископ Гродненский и Волковысский (1992—1994), в 1994 году переведён в РПЦ
2. Константин (Горянов), епископ Новогрудский и Лидский (1992—1996), в 1996 году переведён в РПЦ
3. Павел (Пономарёв) митрополит Минский и Заславский, Патриарший Экзарх всея Беларуси (2013—2020), в 2020 году переведён в РПЦ

## На покое
1. Феодосий (Бильченко), архиепископ, бывший Полоцкий и Глубокский (1997—2019)

## Умершие архиереи
Указывается последний титул, в скобках — годы архиерейского служения.
1. Максим (Кроха), архиепископ Могилёвский и Мстиславский (1972—2002)
2. Константин (Хомич), архиепископ Брестский и Кобринский (1987—2000)
3. Аристарх (Станкевич), архиепископ Гомельский и Жлобинский (1990—2012)
4. Глеб (Савин), епископ Полоцкий и Глубокский (1990—1996), в 1996—1998 годах на покое
5. Петр (Карпусюк), схиепископ Дятловский, викарий Новогрудской епархии (1992—2020)
6. Филарет (Вахромеев) митрополит Минский и Слуцкий, Патриарший Экзарх всея Беларуси (1978—2013), в 2013—2021 годах на покое, Почетный Патриарший Экзарх всея Беларуси
7. Стефан (Корзун), архиепископ Пинский и Лунинецкий (1990—2022)
8. Артемий (Кищенко), архиепископ Гродненский и Волковысский (1996—2021), в 2021—2023 годах на покое